# Кудер, Тереза
Святая Тереза Кудер (фр. Thérèse Couderc), в миру Мари-Виктуар Кудер (фр. Marie-Victoire Couderc, 1 февраля 1805, Сабльер — 26 сентября 1885, 5-й округ Лиона) — французская католическая монахиня, соосновательница конгрегации «Сёстры Богоматери Горницы» (фр. Sœurs de Notre-Dame du Cénacle, лат. Sorores Dominae Nostrae a Recessu Caenaculi).
Канонизирована папой Павлом VI в 1970 году.

## Биография
Родилась 1 февраля 1805 года в семье фермеров Клода Мишеля Кудера и Анн-Мери; четвёртая из двенадцати детей, из которых выжили десять. В детстве дважды в неделю посещала мессу. В 1822—1825 годах училась в школе-интернате в Вансе. Поступила в новициат к «Сёстрам святого Режиса» в Лалувеске и взяла монашеское имя Тереза. Вместе с двумя сёстрами была направлена управлять обителью для женщин-пилигримов у святилища святого Иоанна Франциска Режиса в горах Лалувеска. Они превратили его в успешный ретрит.
В 1826 году вместе с отцом Терме, который вдохновил её стать монахиней, основала религиозный институт «Сёстры Богоматери Горницы», который занимался обустройством ретритов для женщин. В 1828 году она стала их настоятельницей. Принесла монашеские обеты в январе 1837 года. После десяти лет в должности настоятельницы епископ Вивье отстранил её из-за финансовых трудностей ордена в октябре 1838 года. Кудер ушла в отставку и жила сначала в обители в Лионе, а в 1852 году она переехала в Париж. В ноябре 1856 года была назначена настоятельницей обители Турнона, но после того, как дом был продан, она вернулась в Лион. В конце августа 1860 года её отправили в обитель в Монпелье, но после её закрытия в 1867 году Кудер снова перебралась в Лион.
В начале 1885 года она потеряла сознание и после этого была прикована к постели до самой смерти. Умерла 26 сентября 1885 года и был похоронена в Лалувеске.

## Почитание
Процесс канонизации Кудер начался 18 июля 1927 года, когда она была провозглашена слугой Божьей. 12 мая 1935 года папа Пий XI объявил, что она прожила жизнь в героической добродетели, и провозгласил её досточтимой.
После одобрения двух чудес папа Пий XII беатифицировал её 4 ноября 1951 года, а ещё два чуда позволили папе Павлу VI причислить Кудер к лику святых 10 мая 1970 года.
День памяти — 26 сентября.